# Panik (1928)
Panik ist ein deutscher Sensationsfilm von und mit Harry Piel aus dem Jahre 1928.

## Handlung
Arsen Dupin macht als Einbrecherkönig und Meisterdieb das Land unsicher. Er hat sich falsche Papiere beschafft und weilt derzeit unter dem Namen Kommissar Cobbler in Paris. Tausendsassa, Abenteurer und Privatdetektiv Harry Peel sieht jetzt eine günstige Gelegenheit, dem Ganoven endlich das gemeine Handwerk zu legen. Um bei seinem Vorgehen nicht weiter aufzufallen, logiert er sich als Maharadscha von Lahore – standesgemäß mit einem Königstiger als Begleiter – im „Gigantic“ ein. Peel vermutet, dass auch Dupin nicht weit sein wird. Denn dank der in diesem Luxushotel abgestiegenen Millionärsgäste ist in dieser Nobelherberge eine fette Beute zu erwarten, die nur darauf wartet, abgegriffen zu werden. Doch in der hübschen Anita Bell hat Dupin eine smarte Helferin, die sich ebenfalls im „Gigantic“ einquartiert hat. Sie wird auf Peel aufmerksam, als dieser in einer weiteren Maskerade, als Mr. X, die superreichen Hotelgäste vor den Umtrieben Arsen Dupins warnt.
Nun lässt sich der Meisterdieb auch etwas einfallen und lenkt den Verdacht, der gefürchtete Langfinger zu sein, auf eben jenen falschen Maharadscha alias Peel alias Mr. X. Bald rückt die Polizei an, die wissen will, ob der Maharadscha auch wirklich einer ist. Immer wieder kann sich Peel jedoch derlei Kontrollen, die seine Tarnung aufliegen lassen würden, entziehen. Während zwischen Schlaufuchs Peel und Meisterdieb Dupin ein Katz-und-Maus-Spiel beginnt, entwickelt Dupins Komplizin allmählich Gefühle für Harry (in seiner Maskerade als Mr. X). Das hindert sie jedoch nicht daran, Peel mit einer Betäubungszigarette vorübergehend ins Reich der Träume zu versetzen, um Arsens großen Raubzug im Hotel zu ermöglichen. Als sie sich aus Harrys Luxusbleibe klammheimlich entfernen will, hat Harrys Hotelstuben-Tiger etwas dagegen und hindert sie knurrend an der Flucht. Dann endlich wird Harry Peel wieder hellwach und erzwingt mit Nachdruck Anitas Geständnis.
Sofort eilt Harry mitsamt seiner riesigen Hauskatze in das Revuetheater der Stadt. Dupin hat vor, mit den dort im Showprogramm auftretenden Großkatzen, die er mittels Bestechung der Wärter freizulassen gedenkt, eine Panik hervorzurufen. Das große Durcheinander will er dazu nutzen, den Schmuck der Anwesenden zu rauben. Mit Peels Erscheinen hat der Edelschurke jedoch nicht gerechnet. Während Harry die Menschen vor Schlimmerem bewahrt, hält sein Tiger den Schurken in Schach. Furchtlos und tollkühn wie eh, gelingt es Harry Peel die anderen Raubtiere wieder zurück in ihre Käfige zu scheuchen. Dupin wird verhaftet, Applaus der Geretteten brandet auf. Und während Peel das Theater wieder verlässt, geht die Theatervorstellung unverdrossen weiter.

## Produktionsnotizen
Panik entstand im Spätherbst / Winter 1927/28 und wurde am 23. Februar 1928 im Berliner UFA-Palast am Zoo uraufgeführt. Die Dreharbeiten entstanden in den May-Ateliers in Berlin-Weißensee. Während der Aufnahmen kam es Anfang Dezember 1927 zu einem Unglück, als Piel von dem mitwirkenden Tiger nach hinten gedrückt wurde und daraufhin mehrere Meter tief fiel.
Die Filmbauten stammen von Erich Czerwonski, Walter Zeiske war einer der Aufnahmeleiter. Der von der kleinen Firma Ring-Film hergestellte Film wurde als Harry-Piel-Film der UFA vermarktet.
Neben Piels Königstiger waren weitere tierische Mitwirkende: Löwen, Braunbären, Eisbären und ein Kragenbär.

## Rezeption
Oskar Kalbus entdeckte in diesem Piel-Werk einige Neuerungen: Harry Piel nahm eines Tages Frack und Claque, schließlich auch noch das Kostüm des Maharadschas, und machte in dieser Aufmachung mit dem Film „Panik“ (1928) einen ganz neuartigen Sensationsdarsteller. Die UFA gab mit diesem Film Harry Piel zum erstenmal Gelegenheit in ganz großer Aufmachung zu spielen und sich einmal in einer von seiner Tradition gänzlich abweisenden Rolle dem Publikum zu zeigen. Allerdings durften die Löwen auch hier nicht fehlen.
In der Neuen Freien Presse wurde in der Ausgabe vom 2. März 1928 auf Piels neuestes Werk kurz eingegangen: "Damit hat sich der Vertreter der deutsche Kintopp-Romantik einen Platz errungen, den er in seinem Film "Panik" allerdings zum größten Teil den Leistungen eines anderen Schauspielers verdankt, nämlich dem prachtvollen Tiger Bylard. Der Film selbst ist eine amüsante Detektivgeschichte, in der Harry Piel, sein Tiger und eine Löwentruppe von Dary Holm, Kaiser-Titz. Eugen Burg, Bender usw. gut unterstützt werden."